# Нивское сельское поселение (Омская область)
Нивское се́льское поселе́ние — муниципальное образование в Павлоградском районе Омской области Российской Федерации.
Административный центр — деревня Явлено-Покровка.

## История
Статус и границы сельского поселения установлены Законом Омской области от 30 июля 2004 года № 548-ОЗ «О границах и статусе муниципальных образований Омской области».

## Население
| 2010  | 2011  | 2012  | 2013  | 2014  | 2015  | 2016  |
| ----- | ----- | ----- | ----- | ----- | ----- | ----- |
| 1272  | ↘1270 | ↗1339 | ↘1325 | ↗1337 | ↘1287 | ↗1314 |
| 2017  | 2018  | 2019  | 2020  | 2021  | 2023  |       |
| ↗1317 | ↗1319 | ↘1302 | ↘1275 | ↘1101 | ↘1095 |       |

## Состав сельского поселения
| № | Населённый пункт | Тип населённого пункта          | Население |
| - | ---------------- | ------------------------------- | --------- |
| 1 | Бердовка         | деревня                         | ↗151      |
| 2 | Липов Кут        | деревня                         | ↗397      |
| 3 | Назаровка        | деревня                         | ↘226      |
| 4 | Явлено-Покровка  | деревня, административный центр | ↘498      |

### упразднённые населённые пункты
Исингельды, Тахтаул — аулы, исключёны из учётных данных в 1974 голу решением № 1 Омского облисполкома.